# مساعد بن سعود بن عبد العزيز آل سعود
الأمير مساعد بن سعود بن عبد العزيز آل سعود (1341هـ / 1922 - 1 ذو القعدة 1433 هـ / 17 سبتمبر 2012) الابن الثاني للملك سعود ولد بالرياض في عام 1341 هـ، نشأ تحت رعاية والده وعمته وذلك بعد وفاة والدته، درس في مدرسة القصر وهو من الجيل الثاني، ومدرسة القصر معروفة حاليًا باسم مدرسة الأمراء، وحفظ القرآن وجزءاً من أحاديث الرسول.

## مناصبه
- أمير منطقة تبوك (الفترة الأولى) 1356 – 1360 هـ
- سفير المملكة لدى دولة الكويت 1360 – 1369 هـ
- وكيل وزارة الدفاع والطيران 1369 – 1378 هـ
- أمير منطقة تبوك (الفترة الثانية) 1378 – 1384 هـ
- نائب الرئيس العام لرعاية الشباب 1384 هـ (خمسة أيام)
- رئيس الهيئة العامة لرعاية الأيتام 1384 – 1419 هـ

## حياته
بعد أن أنهى تعليمه وتخرج من مدرسة الأمراء في عام 1355 هـ، عينه والده في عام 1356 هـ أميرًا لمنطقة تبوك. وفي أثناء ولايته لإمارة تبوك شهدت تبوك زيادة سكانية فعمل في توسعة بنيتها التحتية فتوسعت مدينة تبوك بمؤسسات وخدمات ومدارس وأشياء أخرى كثيرة. وبقي أميرًا لها حتى عام 1360 هـ.
وفي عام 1360 هـ عينه والده بمنصب آخر وهو سفير المملكة لدى الكويت فأمضى في منصبه تسعة أعوام. وفي عام 1369 هـ كلفه والده بمنصب وكيل وزارة الدفاع والطيران وأثناء ذلك كلف بمنصب وزير النقل بالنيابة إضافة لمنصبه وكيلًا لوزارة الدفاع والطيران حتى عام 1378 هـ.
وفي عام 1378 هـ عاد إلى إمارة تبوك، وبنى فيها مصانع ومطار تبوك الإقليمي (مطار الأمير سلطان بن عبد العزيز الإقليمي) كما قام بتوسعة لكثير من المؤسسات في تبوك وأسس أخرى ودشن بعضها وبقي في هذه الوظيفة حتى عام 1384 هـ، عندما أمر الملك فيصل بإعفائه منها. تُوفي خارج المملكة عن عمر يناهز (85) عامًا يوم الاثنين 11 ذو القعدة 1433 هـ الموافق 17 سبتمبر 2012.

## أعماله الأخرى
وفي ذو الحجة من عام 1384 هـ عين نائبًا لرعاية الشباب وتركها بعد خمس أيام من توليه فقط، ثم ذهب مع أخويه الأمير فهد بن سعود بن عبد العزيز آل سعود و الأمير ماجد بن سعود بن عبد العزيز آل سعود إلى اليونان مع والدهم الملك سعود بن عبد العزيز آل سعود، وعند وفاته عام 1969 كان الأمير مساعد بن سعود أول من اكتشف وفاة والده الملك سعود بن عبد العزيز آل سعود في اليونان حيث قال:
كنت نائمًا مع والدي في عام 1388 هـ في 5 ذو الحجة وأنا نائم في حلمي سمعت نبضة قلب فاستيقظت ظننت أن والدي بخير فرأيته لا يتنفس فلمست قلبه فإذا به لا ينبض فعرفت أنه قد مات.
عند ذلك أخبر إخوته بوفاة والده، وقام إخوته بالاتصال برئيس اليونان لإخباره بالوفاة. وتولّى الأمير مساعد بن سعود إخبار الملك فيصل بن عبد العزيز آل سعود وولي العهد فطلب الملك من رئيس اليونان نقله إلى مكة المكرمة بسبب الحج فوصل الفقيد مكة المكرمة وخلفه أبناءه الثلاث ثم أمر الملك فيصل بن عبد العزيز آل سعود بنقله إلى الرياض ودفنه في مقبرة العود في 7 ذو الحجة. وقد سأله الملك وولي العهد عن كيفية وفاته فأخبرهم.
وقد تولّى الأمير مساعد بن سعود منصب رئيس الهيئة العامة لرعاية الأيتام، فبقي فيها حتى أحيل إلى التقاعد في عام 1419 هـ. وبقي مبتعدًا عن المشاركة بالحياة السياسية حتى توفي.

## أسرته
تزوج كلًا من:
- الأميرة منيرة بنت سعود الكبير. والدة الأمير فيصل، الأميرة نورة، الأمير عبد العزيز، الأمير تركي، الأميرة منال، الأميرة مشاعل، الأميرة نورة، والأميرة سارة.[2]
- الأميرة صنتة بنت رحيان بن محسن الجبيري (من قبيلة علوى من مطير). والدة الأمير خالد.

- الأميرة البندري بنت إبراهيم الأحيدب. (متوفيه) وصلي عليها يوم الأربعاء الموافق 8/ 4/ 1444هـ، بعد صلاة العصر في جامع الإمام تركي بن عبد الله في مدينة الرياض.[3] والدة الأمير سعود.

- الأميرة نوير بنت فرج آل مترك القحطاني (متوفاة؛ وصلي عليها بعد صلاة عصر يوم الأحد الموافق 11 ربيع الأول 1435 هـ في جامع الإمام تركي بن عبد الله بالرياض[4]). والدة الأمير نواف، الأمير متعب، والأميرة مها.
- الأميرة هند بنت حسن بن علي خليل (متوفاة؛ وصلي عليها بعد صلاة عصر يوم الأحد الموافق 26 ربيع الأول 1438 هـ في جامع الإمام تركي بن عبد الله بالرياض).[5] والدة الأميرة نوف، والأميرة مضاوي.
- الأميرة فاتن بنت ناشي بن عديس العتيبي. والدة الأمير فهد، الأمير وليد، الأمير نايف، الأميرة العنود، والأميرة غادة.
- الأميرة عزيزة بنت صالح بن إسماعيل عليان. (متوفاة) والدة الأميرة جواهر، والأميرة موضي.

### أبنائه
- الأمير خالد. وله من الأبناء الأمير سعود(متزوج من الأميرة ندى بنت سلطان الحارثي وله من الأبناء الأمير خالد ،والأميرة الجازي)، الأمير مساعد (متزوج من الأميرة الجوهرة بنت خالد بن عبد الرحمن بن سعود بن عبد العزيز آل سعود وله من الأبناء الأميرة الجازي، الأميرة هيا، والأمير خالد والامير سلطان والامير عبدالرحمن)، الأمير سلطان (متزوج من كريمة عبد الله بن عبد الرحمن بن أحمد السديري)[6]، الأميرة خلود، الأميرة بيان (متزوجة من الأمير منصور بن نايف بن فيصل بن سعود بن عبد العزيز آل سعود)، الأمير عبد العزيز، الأميرة نورة، والأميرة نجود.
- الأمير فيصل. وله من الأبناء الأمير عبد الله، الأميرة آنا، الأمير سعود[7]، الأميرة أجواء، الأميرة تالا، الأميرة منيرة، والأمير عبد العزيز.
- الأميرة نورة.
- الأمير فهد. وله من الأبناء الأمير فيصل، الأمير ماجد، الأميرة فهدة، الأميرة فاتن، الأمير محمد، الأمير عبد العزيز، الأميرة سارة، والأمير سعود.
- الأمير تركي. وله من الأبناء الأمير بندر (متزوج من كريمة الأمير سعود بن خالد بن عبد العزيز بن عبد الله آل سعود)[8]، الأميرة نورة (متزوجة من الشيخ عبد الرحمن بن سلمان بن عبد الرحمن آل خليفة)[9]، والأميرة سارة.
- الأمير عبد العزيز. وله من الأبناء الأمير مساعد، الأمير سعود، الأميرة الجوهرة، الأميرة ليان، الأميرة نورة، الأمير سلطان، الأميرة منيرة، الأمير نايف، الأميرة مشاعل ،والأميره العنود والدتها الاميرة أروى العريني .
- الأميرة منال.
- الأميرة العنود.
- الأمير وليد. متزوج من الأميرة سلطانة بنت محمد العماني السبيعي وله من الابناء الأميرة الجوهرة (متزوجة من الأمير جلوي بن فهد بن محمد بن تركي آل سعود[10])، الامير نايف، الامير تركي.

والاميره ساره (مطلقه) ولها من الأبناء  الأمير خالد، الأميرة العنود، الأميرة نورة، الأميرة نوف، الأميرة نجلاء، الأميرة سلطانة، الأمير سعود (متزوج من الأميرة نوف بنت فهد العجمي وله من البنات الأميرة سارة والأمير فهد)، والأمير عبد العزيز. له كريمة متزوجة من الأمير جلوي بن فهد بن محمد بن تركي آل سعود، وله كريمة متزوجة من الشيخ سعود بن عبد الله بن راشد آل خليفة.
- الأمير نواف.(متزوج من الاميره جواهر عبد الله بن معيذر المعيذر) .[13]وله من الأبناء الأمير مساعد (متزوج من كريمة الأمير تركي بن سعد بن سعود بن مقرن آل سعود)[14]، الأميرة مي، الأميرة الهنوف، الأميرة نوف، الأمير عبد العزيز، الأمير فهد، والأمير سعود
- الأميرة مضاوي.
- الأميرة جواهر.(متزوجة من الشيخ عبدالله بن سعد بن سلطان ولها من الأبناء بدر بن عبدالله بن سعد بن سلطان)
- الأميرة موضي.
- الأمير نايف. وله من الأبناء الأمير سعود، الأميرة ضي، والأميرة غادة.
- الأميرة مها. متزوجة من الأمير نايف بن فيصل بن سعود بن عبد العزيز آل سعود ولها من الأبناء الأمير عبد الرحمن (متزوج من الأميرة مضاوي بنت عبد العزيز بن مقرن بن عبد العزيز آل سعود وله من الأبناء الأمير نايف، الأميرة عبير، والأميرة مها)، الأمير منصور (متزوج من الأميرة بيان بنت خالد بن مساعد بن سعود بن عبد العزيز آل سعود وله من الأبناء الأمير خالد، والأميرة الجازي)، الأمير مساعد (متزوج من الأميرة جواهر بنت فهد العجمي وله من الأبناء الأميرة الجازي، والأمير عبد العزيز والأمير فهد والاميره مها)، الأمير فيصل، والأميرة نايفة (متزوجة من الأمير الوليد بن خالد بن عبد الله بن فهد الفرحان آل سعود ولها من البنات الأميرة مها، والأميرة لولو).
- الأمير سعود متزوج من الأميرة عهود بنت صالح بن ناصر آل فرحان القحطاني وله من الأبناء الأمير مساعد.
- الأميرة مشاعل. متزوجة من الأمير فواز بن ناصر بن فهد الفرحان آل سعود.
- الأمير متعب متزوج من الاميره نوف عبد اللطيف ال الشيخ وله من لابناء الاميره العنود، الأمير سعود والاميره هيفاء .
- الأميرة غادة.

## وفاته
في يوم الإثنين الأول من شهر ذو القعدة 1433 هـ الموافق 17 سبتمبر 2012 صدر عن الديوان الملكي البيان التالي:
«" بيان من الديوان الملكي " انتقل إلى رحمة الله تعالى خارج المملكة العربية السعودية صاحب السمو الملكي الأمير مساعد بن سعود بن عبدالعزيز آل سعود عن عمر يناهز (85) عاماً، وسيُصلى عليه - إن شاء الله - بعد صلاة عصر يوم غدٍ الثلاثاء بجامع الإمام تركي بن عبدالله بمدينة الرياض. تغمده الله بواسع رحمته ومغفرته ورضوانه وأسكنه فسيح جناته ، إنا لله وإنا إليه راجعون».
| سبقه فهد بن سعود بن عبد العزيز آل سعود | ترتيب أبناء الملك سعود                         | تبعه محمد بن سعود بن عبد العزيز آل سعود |
| سبقه سعود بن هذلول بن ناصر آل سعود     | أمير منطقة تبوك الفترة الأولى 1356هـ - 1360هـ  | تبعه سليمان بن محمد بن سلطان السلطان    |
| سبقه خالد بن أحمد السديري              | أمير منطقة تبوك الفترة الثانية 1378هـ - 1384هـ | تبعه مساعد بن أحمد السديري              |